# 授予约版 (西斯汀小堂)
《授予约版》（从西奈山下山）是意大利文艺复兴画家科西莫·罗塞利及其助手的一幅湿壁画，绘制于1481-1482年，位于罗马梵蒂冈的西斯汀小堂。它描绘了先知摩西接受和介绍十诫的过程。
佛罗伦萨共和国统治者洛伦佐·德·美第奇与 教宗思道四世和解后，1480年10月27日，佛罗伦萨派遣一批画家前往罗马应招，在1481年春天开始装饰西斯汀小堂，当时彼得罗·佩鲁吉诺 已经在那里。罗塞利带来了他的女婿皮耶罗·迪·科西莫。
装饰的主题包括摩西和基督的故事，代表旧约和新约，以及律法和耶稣的信息之间的连续性。
画作的上半部分描绘摩西跪在西奈山上，耶和华出现在发光的云中，被天使包围，摩西从耶和华那里接受约版。在前景左侧，摩西下山，将约版带给以色列人。右侧是亚伦带领以色列人敬拜金牛犊的祭坛，气愤的摩西将约版摔在地上。约书亚身穿蓝黄相间的衣服，与摩西一同出现。